# هووسپاوان
هووسپاوان (به ارمنی: Հովսեփավան) یک منطقهٔ مسکونی در جمهوری آرتساخ است که در استان آسکران واقع شده‌است. هووسپاوان ۱۷۶ نفر جمعیت دارد.